# Хартрад II фон Меренберг
Хартрад II фон Меренберг „Стари“ (на немски: Hartrad II von Merenberg; † сл. 1189) е господар на Меренберг при Вайлбург. Повечето от рода имат името „Хартрад“.

## Произход и наследство
Той е единственият син на Хартрад (II) фон Меренберг († сл. 1163) и съпругата му Ирмгард фон Гуденсберг? († сл. 1163). Внук е на Хартрад I фон Меренберг († 1129) и съпругата му фон Арнщайн.
През 1163 г. чрез женитбата преди това, половината от замък Меренберг и господство Глайберг със замъка и някои земи в Оберлангау отиват на Меренбергите, които наследяват и графските права. Родът фон Меренберг измира по мъжка линия през 1328 г.

## Фамилия
Хартрад II фон Меренберг се жени за Ирмгард фон Глайберг, дъщеря на граф Вилхелм фон Глайберг († сл. 1158) и Салома фон Гисен-Изенбург († сл. 1197). Тя е правнучка на граф Конрад I фон Люксембург († 1086) и Клеменция Аквитанска († сл. 1129), графиня на Глайберг. Чрез тяхната женитба замъкът Глайберг отива на Меренбергите. Те имат децата:
- Хартрад III фон Меренберг (* пр. 1186; † сл. 1233), женен I. за Гуда фон Хайнхаузен († сл. 1210), II. ок. 1209 г. за Елизабет фон Витгенщайн († сл. 1233/1255)
- Гизо фон Меренберг († сл. 1189), рицар
- Хартрад фон Меренберг († сл. 1182/сл. 1215), граф на Меренберг
- Улрих фон Меренберг († сл. 1182)
- дете, женено за фон Марбург
- Конрад фон Меренберг († сл. 1189), женен за фон Епщайн ?